# قصة هوكستون
قصة هوكستون هي قصة ملحمية وشعرية متعددة المؤامرات تحتفل بالذكرى السنوية العاشرة لشركة المسرح الحاصلة على جوائز متعددة ومنها الغرفة الحمراء.

## إلهام
أصبحت هوكستون في إنجلترا، ملحوظة في التسعينات كمنطقة رائعة للفنانين الذين أصبحوا يعرفون بشكل جماعي بالفنانين البريطانيين الشباب. كما أن المنطقة بحاجة إلى تجديد حضري، ووعدت الحكومة بتدفق التمويل لتحسين الإسكان والمرافق الاجتماعية .أمضت المديرة الفنية ليزا غولدمان وفريقها فترات بين عامي 2004 و2005 لإجراء مقابلات مع المقيمين في عقارات هوكستون السكنية لمعرفة ما الذي تغير لهم.
وتشكل إجاباتهم ووجهات نظرهم أساس إنتاج قصة هوكستون. كما استلهم غولدمان من العلاقة بين ويليام شكسبير ومنطقة هوكستون. كان شكسبير من سكان هوكستون ومعظم المنازل في العقارات المحيطة بها سميت على أسماء  الشخصيات في مسرحياته؛ القطعة الفرعية لقصة هوكستون تستند إلى روميو وجولييت.

## الإنتاج
كانت قصة هوكستون عبارة عن أداء رقمي خاص بموقع معين من خلال مجتمع جديد في لندن. إلى جانب الكاتبة والمديرة ليزا غولدمان، ضم الفريق مصمم المجموعة جون باوسور وليو أسوموتا وجيني كاغان ومصممة الصوت كيت تيرني والفنانين الرقميين إلفينا زهرة وجيمس سميث.
عمل مؤدون من مسرح هاكني للشباب جنبا إلى جنب مع مجموعة من الممثلين التي شملت تام دين بورن. المنتج كان (تيم جونز) من شركة (سولار). عرضت المسرحية في 10 سبتمبر 2005 في قاعة هوكستون لبيع العروض. صور الإنتاج ونشر في وقت لاحق على صفحة ليزا غولدمان على يوتيوب في يوليو 2012.

## قصة هوكستون، الكتاب
كما نشر كتاب بعنوان قصة هوكستون لمرافقة الإنتاج.
وتضمن الكتاب مقتطفات من مقابلات متعمقة أجراها فريق الغرفة الحمراء مع خمسة وعشرين سكان (هوكستون) الذين كانوا من المستقطنين، عمال المجلس ، نشطاء المجتمع والفنانين.
وتستكشف المقابلات أحلامهم وخيبة أملهم وإنجازاتهم فيما يتعلق بالأرض وبيئة هوكستون كمنزل وعمل وترفيه؛ كحيز عام وكرأس مال ينتظر أن يتحقق.
كما يتضمن الكتاب حافظة من الصور بتكليف جديد من قبل ليو اسيموتا من السكان الذين تم مقابلتهم.

## روابط خارجية
- Online version of the book
- 'Hoxton Story' on The Red Room Official Website
- Rebecca Taylor’s Fashion Victim article in The Guardian newspaper with excerpts from the book Hoxton Story
- Lyn Gardner review in The Guardian
- British Council's profile of The Red Room